# 梶原景高
梶原 景高（かじわら かげたか）は、平安時代末期から鎌倉時代初期にかけての武将。鎌倉幕府御家人。梶原景時の次男。

## 経歴
治承・寿永の乱に際して、父に従い源頼朝の麾下に参陣。寿永3年（1184年）の一ノ谷の戦いにおいては、源範頼率いる大手軍に属し、生田口を守る平家軍の主力と対峙する。
この際景高は、梶原勢500余騎の先陣を切って敵陣に突進し、父景時より「後続の進度を考慮しないで、ただ単身先駆けする者には恩賞はないと、大将軍からの仰せであるぞ」とたしなめられる。しかしそれに対し景高が、「『もののふのとりつたへたる梓弓ひいては人のかへすものかは』（武士が先祖から伝えられた梓弓が一度放ったら帰ってこないように、自分も一旦進み出た以上はどうして引き返すことなどできましょう）」と即座に返答し、勢いを止めようとしなかったため、景時もこれを追うような形で進撃。景高、景季（長男）・景茂（三男）らとともに敵陣の逆茂木を取り除きながら奮戦し、結果的に戦果を挙げ、世に「梶原の二度懸け」として賞されることとなった。
その後、文治5年（1189年）の奥州合戦にも従軍し、味方が奥州藤原氏の要害を次々に突破して平泉を目前にした時、その戦勝を祝する和歌を詠み、頼朝の歓心を買っている。
このように、父や兄同様、文武に秀でた御家人として鎌倉幕府創業に功があったが、正治元年（1199年）に父が他の御家人からの弾劾を受けて失脚すると、父兄とともに相模国の所領(神奈川県寒川町)に退去。一族郎党とともに上洛を目指すが、途中駿河国において吉川友兼らの追討を受け討ち取られた。36歳没。
一子・景継は、3代将軍実朝の時代になって幕府への帰参を許されるが、承久の乱において京方に属し戦死したという。

## 画像集

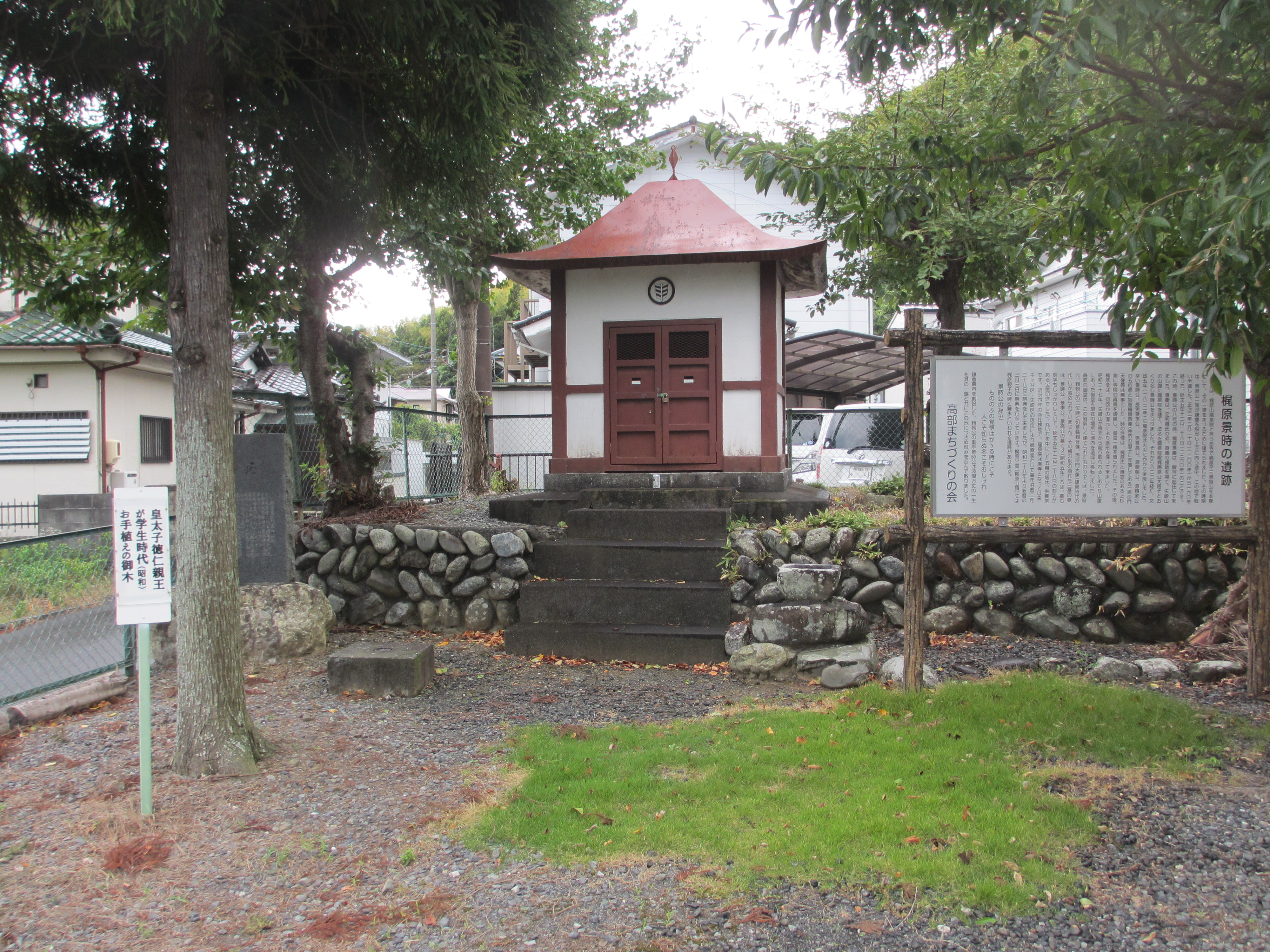
梶原堂（昭和5年までは延文5年(1360)12月28日の刻字はっきり宝篋印塔にあった）
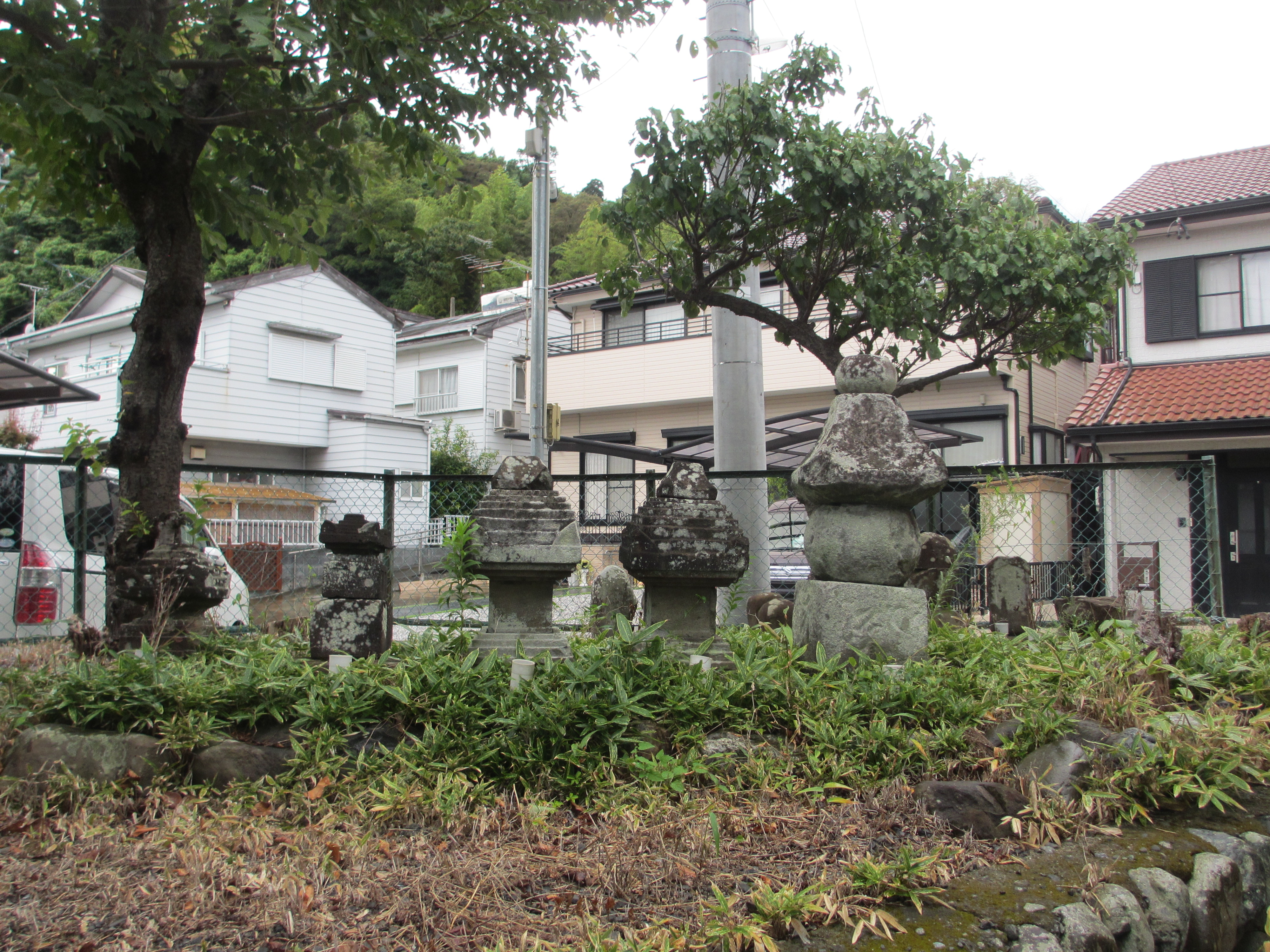
梶原景時一族供養塔・墓（右から供養塔、梶原景時・景季・景高、不詳（三男景茂？））

## 関連作品
テレビドラマ
- 『草燃える』（1979年、NHK大河ドラマ、演：下坂泰雄）